# 中田力
中田 力（なかだ つとむ、1950年3月 - 2018年7月1日）は、日本・アメリカ合衆国の医師、脳科学者。専門は臨床医学、fMRIを用いた脳科学。新潟大学名誉教授・新潟大学脳研究所特任教授。日本学術会議会員(20-21期)。日本文藝家協会会員。
東京生まれ。中野不二男の著書『脳視 ドクター・トムの挑戦』は中田力がモデルの物語である。

## 略歴[3]
- 1968年 学習院高等科卒業
- 1970年 東京大学理科三類入学。
- 1976年 東京大学医学部医学科卒業。
- 1976年 臨床研修（東京大学）
- 1978年 渡米。臨床研修（カリフォルニア大学デービス校、スタンフォード大学）
- 1982年-1988年 カリフォルニア大学デービス校 脳神経学 助教
- 1988年-1992年 カリフォルニア大学デービス校 脳神経学 准教授
- 1992年 カリフォルニア大学デービス校 脳神経学 教授（～2010年）。
- 1996年 新潟大学脳研究所 脳機能解析学 教授（～2015年）。
- 2002年 新潟大学脳研究所 統合脳機能研究センター長（併任）
- 2011年 カリフォルニア大学脳神経学 終身教授
- 2015年 新潟大学脳研究所 特任教授
- 2018年7月1日午前8時30分アメリカ合衆国サンフランシスコで死去。享年68[4]

## 獲得研究費
The Research Project Grant (R01)
- 1986-1990年 Quantitative in Vivo NMR Spectroscopy/Glucose Metabolism
- 1992-1995年 Brain Maturation of Cellular Energy Transport

文部科学省特別推進研究(COE)
- 1997–2003年 「音楽の神経科学」1億8,000万円

文部科学省連携融合事業
- 2005-2010年「水分子の脳科学」16億6,000万円

文部科学省特別経費プロジェクト
- 2011-2016年「意識の脳科学」11億3,000 万円

文部科学省共同利用・共同研究拠点強化事業
- 2015-2020年「アルツハイマー病予防・治療薬の創生」11億5,000万円

科研費（研究代表）
- 1997–1998年 基盤研究(B)「超高速磁気共鳴機能動画映像装置の開発」
- 1997–1998年 基盤研究(A)「軸索機能画像によるアルツハイマー病脳皮質神経細胞数の定量」
- 1997–1998年 国際学術研究「機能的磁気共鳴画像法による多重言語皮質表象の研究」
- 1999–2001年 基盤研究(B)「機能的磁気共鳴画像法による多重言語機能処理過程の研究」
- 1999–2000年 基盤研究(B)「超高磁場磁気共鳴機能画像による読字機能の解析」
- 2004–2008年 基盤研究(S)「7テスラ磁気共鳴装置による高分解臨床画像の開発」1億1,000万円[10]
- 2009–2013年 基盤研究(S)「磁気共鳴分子マイクロイメージング開発」2億1,000万円[11]

## 門下生
中田の門下生は「中田ファミリー」と呼ばれ、現在の脳科学・臨床医学を担う多数の人物を輩出している。カリフォルニア大学時代の門下生には、寶金清博（第20代北海道大学総長。元 同大学脳神経外科教授）、松澤等（柏葉脳神経外科病院 先端医療研究センター長 元 新潟大学脳研究所統合脳機能研究センター准教授）、中山若樹（柏葉脳神経外科病院 副院長・高度脳血管病センター長 元 北海道大学脳神経外科診療准教授）、五十嵐博中（新潟大学統合脳機能研究センター長）ら、新潟大学時代の門下生には藤井幸彦（新潟大学脳神経外科学教授）、鈴木清隆（元 脳研究所脳解析学准教授）らがいる。

## 評価
「まず、よき臨床医でありたい」を信条とし、ファンクショナルMRIの世界的権威と称されながらあくまでも臨床医として徹底した臨床主義・現場主義を貫いた。また日本の医療、科学に問題提起を行い、学術会議「医療のイノベーション検討委員会」のメンバーとして医療改革の提言作成にも携わった。
寳金清博は「中田は、異端の学者でした。群れることを嫌い、濁を憎み、清きことを愛しました。」とし、中田から常に結果をありのまま見ることの重要性、研究に対して真摯に向き合うことの大切さを教わったと述べている。
高橋均（元 新潟大学脳研究所長）は中田が「うそはつかない、決めたらやる、人は優しくなければいけないと何度も話していた」と回顧している。
中田が創設に貢献した新潟大学統合脳機能研究センターでは、業績を称え逝去後にセミナーホールの名前を「中田記念ホール」と改めた。

## 著書
- 『脳の方程式 いち・たす・いち』[26]
- 『脳の方程式 ぷらす・あるふぁ』[27]
- 『アメリカ臨床医物語―ジャングル病院での18年』[20]
- 『天才は冬に生まれる』[28]
- 『脳のなかの水分子―意識が創られるとき』[29]
- 『脳脊髄MRA―基礎と臨床-流れの画像化』（共著）[30]
- 『穆如清風（おだやかなることきよきかぜのごとし）―複雑系と医療の原点』[31]
- 『日本古代史を科学する』[32]
- 『科学者が読み解く日本建国史』[33]